# Валентин Манкин
Валентин Манкин (укр. Валентин Григорович Манкин; 19. август 1938 — 1. јун 2014) је био совјетски и украјински једриличар и троструки шампион репрезентације Совјетског Савеза на Олимпијским играма.

## Биографија
Рођен је 19. августа 1938. у Кијеву, у јеврејској породици. Тренирао је у ВСС Водник. Своју прву олимпијску златну медаљу је освојио на Летњим олимпијским играма 1968. у Мексику. Освојио је златну медаљу заједно са Виталијем Дирдиром на Летњим олимпијским играма 1972. у Минхену, сребрну медаљу заједно са Владиславом Акименком на Летњим олимпијским играма 1976. у Монтреалу и златну медаљу заједно са Александром Музиченком на Летњим олимпијским играма 1980. у Москви. Радио је као технички директор и тренер италијанске једриличарске федерације у Ливорну крајем осамдесетих година, где је основао и Олимпијски центар за обуку посвећен Бепеу Крочеу. Од 2005. године је био једини једриличар у олимпијској историји који је освојио златне медаље у три различите класе. Преминуо је 1. јуна 2014. у Вијаређу.